# متحف عبد الرحمن السلاوي
متحف عبد الرحمن السلاوي، الذي يحمل اسم رجل أعمال وجامع فن، هو متحف للفن في مدينة الدار البيضاء المغربية. أنشأته مؤسسة عبد الرحمن السلاوي، والمتحف افتتح عام 2012. يعرض المتحف مجموعات من الملصقات القديمة والحلي المغربي من الذهب ولوحات الفن التشخيصي وتحف من البلورة وما إلى ذلك.
تعرض عدة لوحات محمد بن علي الرباطي وكذلك عدة لوحات جاك ماجوريل.

## ملاحظات ومراجع

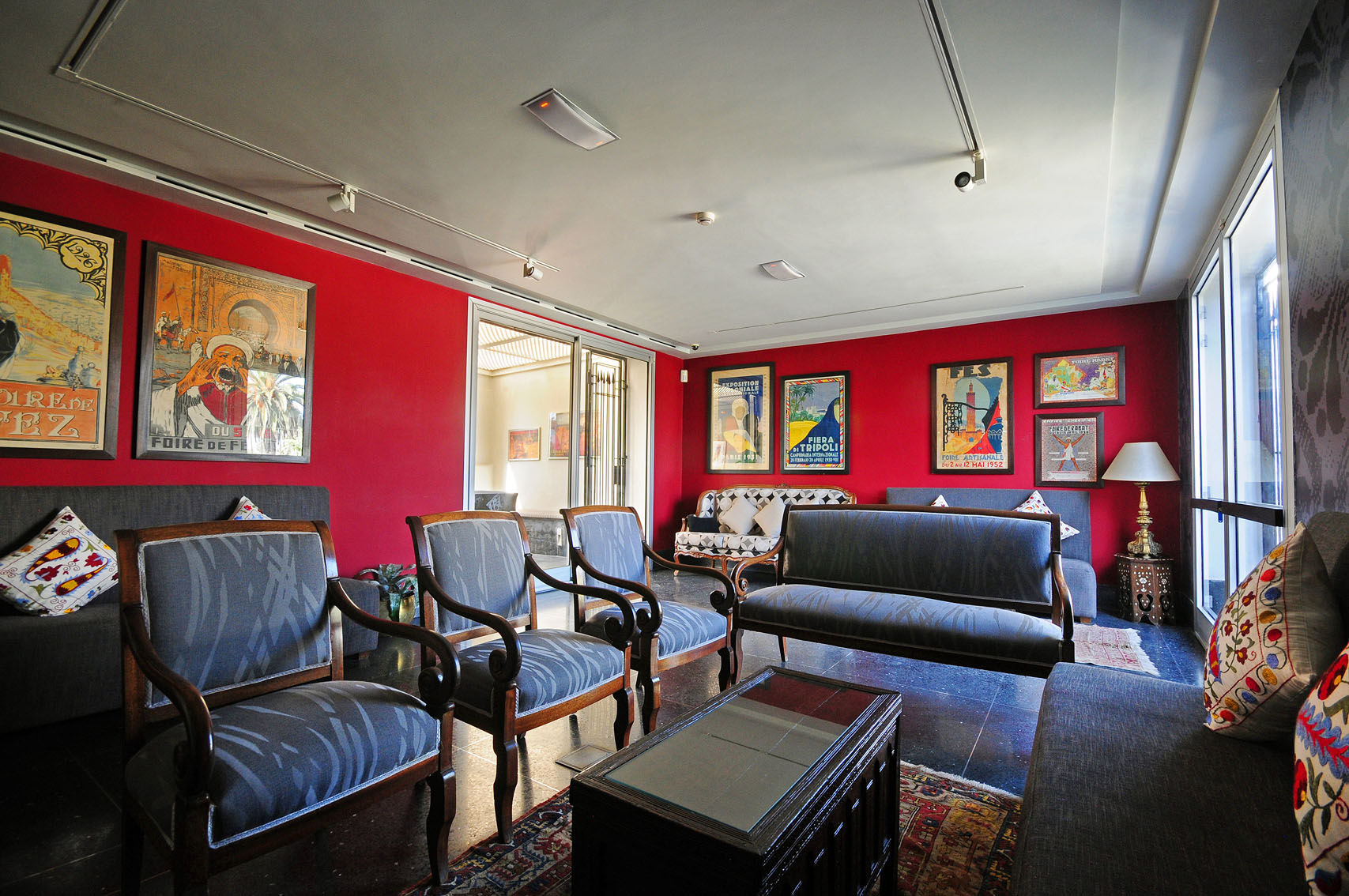
مقهى المتحف